# Kinas herrlandslag i handboll
Kinas handbollslandslag representerar Kina i handboll på herrsidan.
- VM i handboll: 1997, 1999
- Asiatiska mästerskapet i handboll: 
  - Finalist: 1979, 2000
- Olympiska spelen: 2008